# 蜀素帖
《蜀素帖》，為北宋書法家米芾的墨寶。寫於哲宗元祐三年（1088年），以行書寫成。今藏於台北的國立故宮博物院，中華郵政發行書法郵票。
《蜀素帖》亦称《擬古诗帖》、《诸体诗》，清乾隆末年编簒《石渠宝笈续编》时取今名。《蜀素帖》縱長27.8公分，橫長270.8公分。「蜀素」指的是這卷仁宗慶曆四年（1044年）在四川東方所織造的名貴絹。卷上的烏絲欄也是織出來的，可見是專供書寫用的。湖州郡守林希保存家中二十餘年，至神宗熙寧元年（1068年）裝裱成卷。當時許多書法家只敢在蜀素上書寫少許字，直到米芾才在上面寫的滿滿的八首詩句。此作可說是米芾早年的力作，董其昌以「獅子捉象，以全力赴之」來形容。用筆的快慢、輕重、起收及轉折，不拘一法，收放自如。結體偏縱長傾側，表現靈動。相同字都有不同的寫法，極盡變化之能事。書風完全顯露出米芾「不偶於俗」的人格特質。
《蜀素帖》真迹在明代时归项元汴、董其昌、吴廷等人收藏，清代曾落入高士奇、王鸿绪、傅恒之手，后入清内府。《蜀素帖》曾摹刻入《戏鸿堂帖》及《三希堂帖》等，民国初年，其墨迹经北京的延光室（书画出版社）按黑白摄影柯罗版印刷的形式出版。故宫博物院成立后，又有类似的影印本面世，近年已按彩色印刷出版。

## 原文
擬古

青松勁挺姿。凌霄恥屈盤。種種出枝葉。牽連上松端。秋花起絳烟。旖旎雲錦殷。不羞不自立。舒光射丸丸。柏見吐子效。鶴疑縮頸還。青松本無華。安得保歲寒。

龜鶴年壽齊。羽介所託殊。種種是靈物。相得忘形軀。鶴有沖霄心。龜厭曳尾居。以竹兩附口。相將上雲衢。報汝慎勿語。一語墮泥塗。

吳江垂虹亭作

斷雲一片洞庭帆。玉破鱸魚霜（旁改作金）破柑。好作新詩繼桑苧。垂虹秋色滿東南。

泛泛五湖霜氣清。漫漫不辨水天形。何須織女支機石。且戲嫦娥稱客星。時為湖州之行。

入境寄

集賢林舍人

揚帆載月遠相過。佳氣蔥蔥聽誦歌。路不拾遺知政肅。野多滯穗是時和。天分秋暑資吟興。晴獻溪山入醉哦。便捉蟾蜍共研墨。綵牋書盡剪江波。

重九會郡樓

山清氣爽九秋天。黃菊紅茱滿泛船。千里結言寧有後。群賢畢至猥居前。杜郎閑客今焉是。謝守風流古所傳。獨把秋英緣底事。老來情味向詩偏。

和　林公硯山之作

皎皎中天月。團團徑千里。震澤乃一水。所占已過二。娑羅即峴山。謬云形大地。地惟東吳偏。山水古佳麗。中有皎皎人。瓊衣玉為餌。位維列仙長。學與千年對。幽操久獨處。迢迢願招類。金颸帶秋威。欻逐雲檣至。朝隮輿馭飈。暮返光浮袂。雲盲有風駈。蟾餮有刀利。亭亭太陰宮。無乃瞻星氣。興深夷險一。理洞軒裳偽。紛紛夸俗勞。坦坦忘懷易。浩浩將我行。蠢蠢須公起。

送王渙之彥舟

集英春殿鳴梢歇

神武天臨光下澈。鴻臚初唱第一聲。白面王郎年十八。神武樂育天下造。不使敲枰使傳道。衣錦東南第一州。棘壁湖山兩清（清點去）照。襄陽野老漁竿客。不愛紛華愛泉石。相逢不約約無逆。輿握古書同岸幘。淫朋嬖黨初相慕。濯髮洒心求易慮。翩翩遼鶴雲中侶。土苴尫鴟那一顧。邇（業點去）來器業何深至。湛湛具區無底沚。可憐一點終不易。枉駕殷勤尋漫仕。漫仕平生四方走。多與英才並肩肘。少有俳辭能罵鬼。老學鴟夷漫存口。一官聊具三徑資。取捨殊塗莫迴首。

元祐戊辰。九月廿三日。溪堂米黻記。